# حیدرآباد (برزاوند)
حیدرآباد، روستایی از توابع بخش مرکزی شهرستان اردستان در استان اصفهان ایران است.

## جمعیت
این روستا در دهستان برزاوند قرار دارد و براساس سرشماری مرکز آمار ایران در سال ۱۳۸۵، جمعیت آن ۳۰ نفر (۹ خانوار) بوده‌است.